# Hilda Ericsson

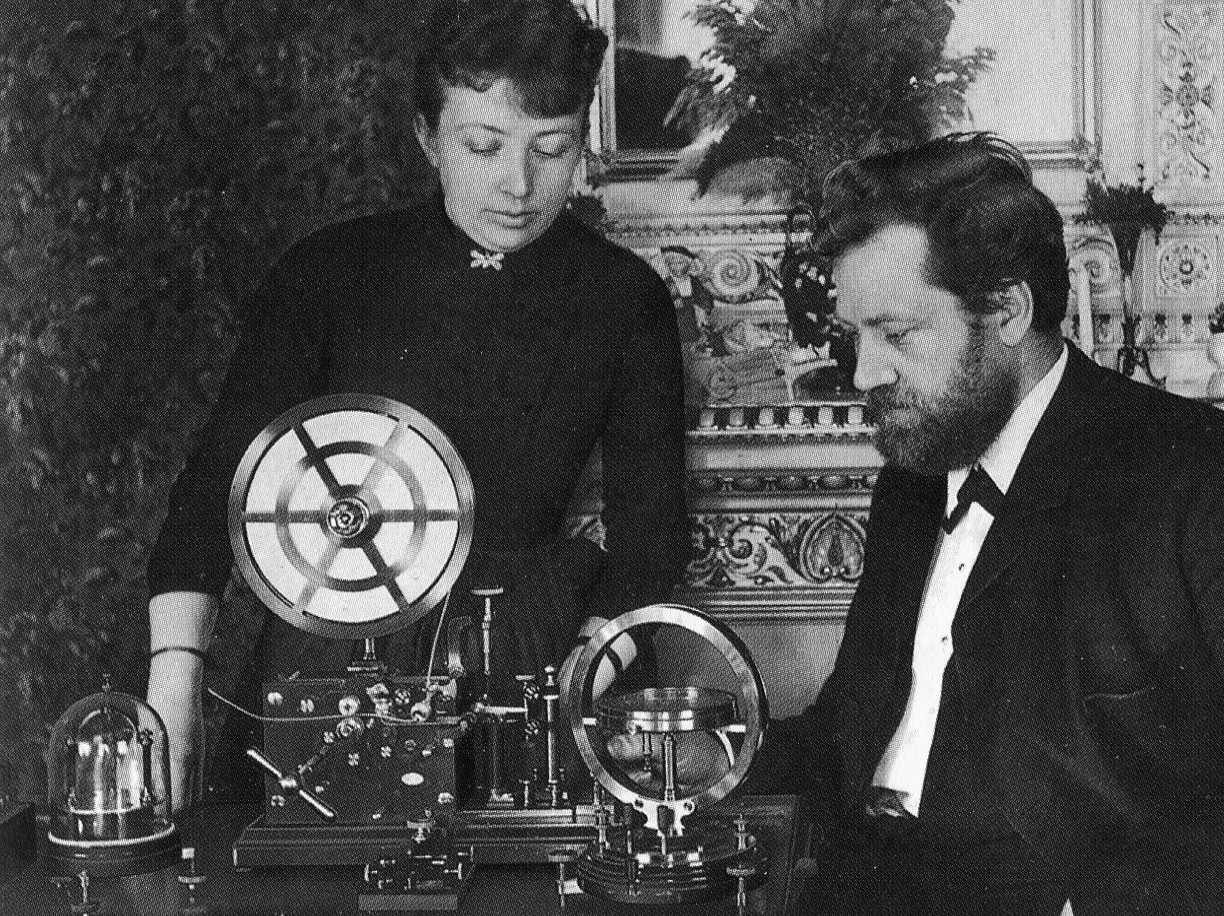
Hilda Ericsson und ihr Ehemann Lars Magnus Ericsson

Hilda Carolina Ericsson (* 3. August 1860 als Hilda Simonsson in Stockholm, Schweden; † 3. Januar 1941 ebenda) war zusammen mit ihrem Ehemann Lars Magnus Ericsson die Gründerin des schwedischen Telekommunikationsunternehmen Ericsson. Ihr Aufgabenbereich lag sowohl im Entwickeln und Testen neuer Erfindungen und Produkte als auch, insbesondere in der Abwesenheit ihres Mannes, in der Unternehmensführung.

## Leben
Hilda Ericsson wurde als einziges Kind von Carolina Margaretha Nilsson und Peter Simon Simonsson geboren. Ihr Vater war als Sattler im Königlichen Hofstall angestellt. Sie traf ihren späteren Ehemann, als sie 17 und er knapp 31 Jahre alt war. Sie lernten sich kennen, als ihr Vater ihn ins Haus der Familie bestellte, um ein Instrument zu reparieren – das war zu dieser Zeit sein Beruf. Sie heirateten ein Jahr später, 1878, nachdem sie 18 geworden war, und bekamen zusammen vier Kinder: Johan (1879–?), Gustaf (1880–1965), Anna (1881–1967) und Lars Magnus Jr. (1892–1921).

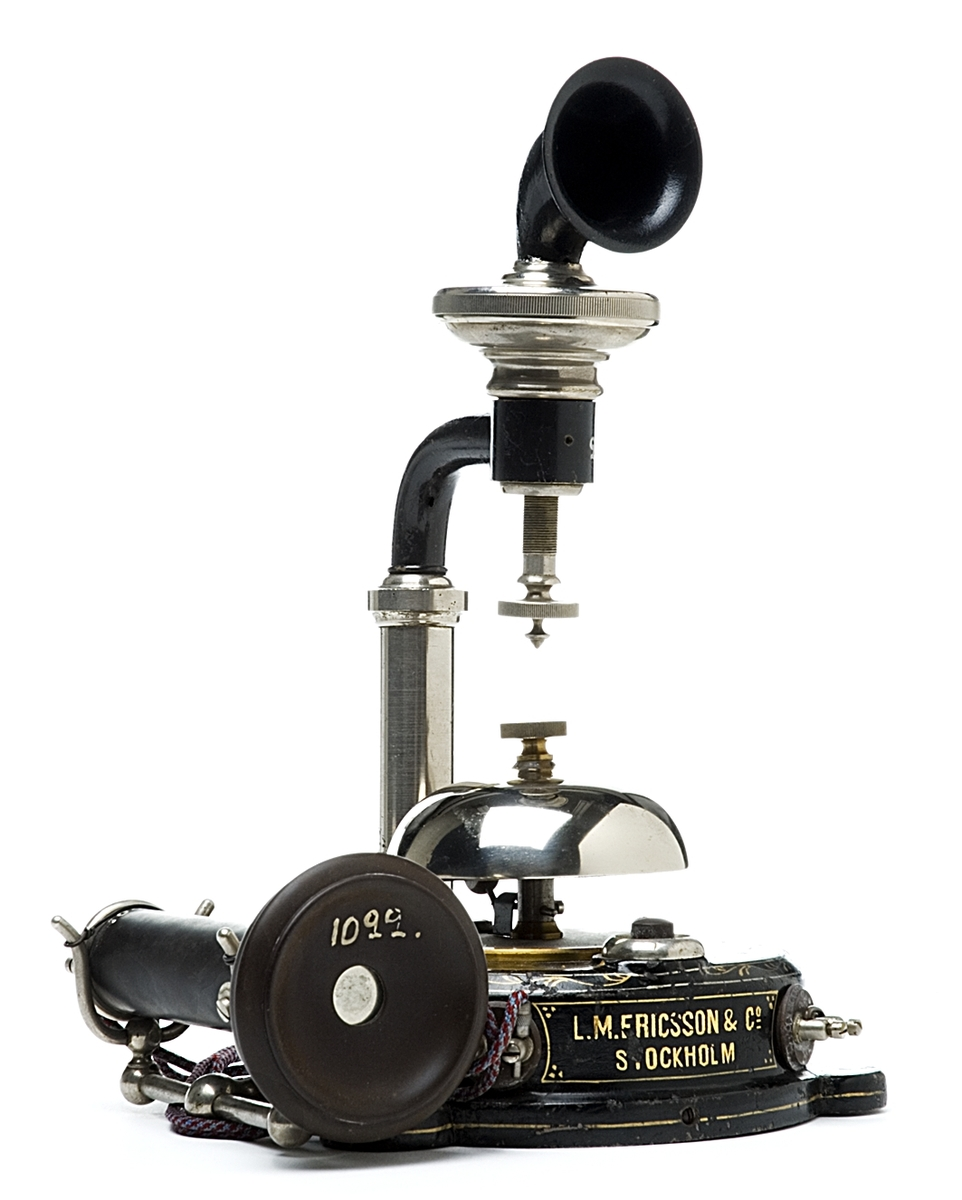
Eines der frühen Modelle von Ericsson aus dem Jahr 1881.

Im gleichen Jahr gründete ihr Mann zusammen mit einem seiner früheren Kollegen, Carl Johan Andersson, eine Werkstatt zur Reparatur von Telefonen. Die nur 13 Quadratmeter große Werkstatt namens L.M. Ericsson & Co. Mekaniska Verkstad lag in der Drottninggatan im Stockholmer Stadtteil Norrmalm.
In den Gründungsjahren arbeitete Hilda Ericsson insbesondere daran mit, neue Erfindungen zu testen, Teile wie Spulen herzustellen. Außerdem wirkte sie an der Erfindung eigener Telefonmodelle mit – während sie vier Kinder bekam. Das Telefon war zu dieser Zeit eine neue Erfindung und das Patent von Alexander Graham Bell galt nicht in Schweden. Dementsprechend konnten Modelle seinen Entwürfen nachempfunden werden. Da sie länger zur Schule gegangen war als ihr Mann, war sie zunächst auch verantwortlich für die Buchhaltung, Kundenkontakte und Anlieferungen.

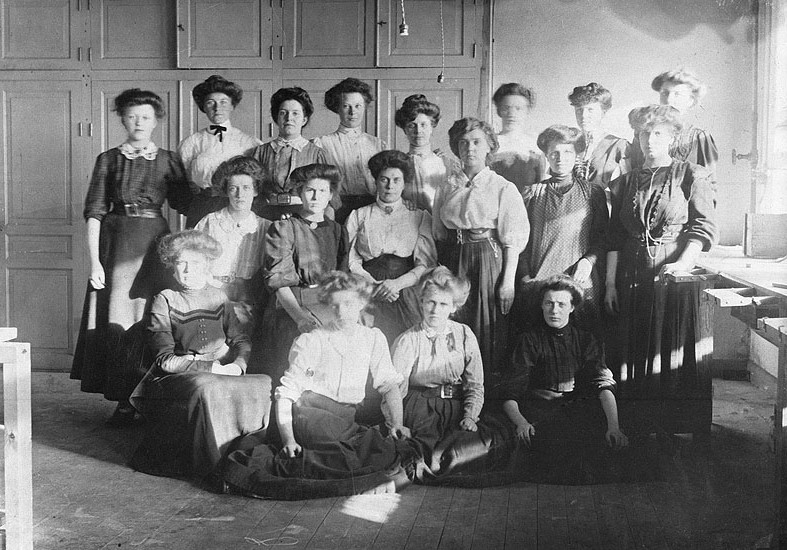
Weibliche Angestellte von Ericsson, 1910

Mit zunehmenden Unternehmenswachstum wurden mehr und mehr Angestellte eingestellt. Zu jener Zeit, dem ausgehenden 20. Jahrhundert, wurde das Herstellen von elektromagnetischen Spulen mit Kupferdraht als Aufgabe für Frauen betrachtet. Daher waren bereits 1881 ein Drittel der Angestellten Frauen. Hilda Ericsson war auch für die weibliche Belegschaft zuständig. Zudem übernahm sie die gesamte Unternehmensführung, wenn ihr Mann reiste, beispielsweise als er die Internationale Elektrizitätsausstellung im Jahr 1881 besuchte.
Obwohl durch die zahlreiche Briefkorrespondenz mit ihrem Ehemann belegt, wurde Hilda Ericssons Anteil am raschen Erfolg des Unternehmens während ihres Lebens und lange darüber hinaus nicht anerkannt. Im Gegenteil: Als nach der Eröffnung der großen Fabrik in der Tulegatan und zur Feier von 20.000 produzierten Telefonen alle Angestellten porträtiert und namentlich in Listen aufgeführt wurden, wurden dort weder sie noch die anderen weiblichen Angestellten aufgeführt.
Sowohl Hilda Ericsson als auch ihr Mann verließen 1903 das Unternehmen, das damals bereits global expandierte. Sie kauften einen Hof in Alby in der Gemeinde Botkyrka im Süden von Stockholm. Sie bauten einen modellhaften Bauernhof auf, bei dem sie erneut für die Finanzen und er für die landwirtschaftlichen Erfindungen verantwortlich war. Als sie 1941 starb, wurde sie neben ihrem Mann auf dem Friedhof von Botkyrka begraben.